# إيمانويل غوميز
إيمانويل غوميز لاعب كرة قدم سنغالي، يلعب في خط الوسط.

## مسيرة اللاعب
لعب سابقاً في نادي ديامبارز السنغالي و نادي بولو سبور التركي والترجي الجرجيسي التونسي ونادي الخليج الإماراتي و نادي الكوكب السعودي ونادي الأنوار السعودي ونادي السلمية.

## روابط خارجية
- إيمانويل غوميز على موقع اتحاد تركيا (لاعب) (الإنجليزية)
- إيمانويل غوميز على موقع قاعدة بيانات كرة القدم.إي يو (الإنجليزية)